# قتل در قطار سریع‌السیر شرق (فیلم ۱۹۷۴)
قتل در قطار سریع‌السیر شرق (انگلیسی: Murder on the Orient Express) فیلمی به کارگردانی سیدنی لومت است که در سال ۱۹۷۴ منتشر شد. داستان از کتاب قتل در قطار سریع‌السیر شرق از آگاتا کریستی و موضوع قتل یک شخص در قطاری سریع‌السیر است که پوآرو در آن حضور دارد و سعی در حل معمای قتل می‌کند.

## خلاصه داستان
کاراگاه پوآرو در مورد قتل سرمایه‌داری تحقیق می‌کند که در قطار و به وسیله خنجری به قتل رسیده‌است، در حالیکه آن قطار به علت طوفان در کوه‌های صربستان متوقف شده‌است…

## بازیگران
- آلبرت فینی
- لورن باکال
- اینگرید برگمن
- ژاکلین بیسه
- مایکل یورک
- ژان-پیر کسل
- شان کانری
- جان گیلگد
- وندی هیلر
- ریچل رابرتس
- آنتونی پرکینز
- ریچارد ویدمارک
- ونسا ردگریو
- کالین بلکلی
- مارتین بالسام
- ورنون دوبتچف
- دنیس کیلی
- دیوید دی کایسر

## جوایز
این فیلم برنده اسکار بهترین بازیگر نقش مکمل زن و کاندیدای ۵ اسکار دیگر (کاندیدای اسکار بهترین موسیقی-کاندیدای اسکار بهترین طراحی لباس-کاندیدای اسکار بهترین فیلمبرداری-کاندیدای اسکار بهترین فیلمنامه-کاندیدای اسکار بهترین بازیگر نقش اول مرد) در سال ۱۹۷۵ شد.